# Dal'nerečenskij rajon
Il Dal'nerečenskij rajon (in russo Дальнере́ченский райо́н?) è un rajon (distretto) del Territorio del Litorale, nell'estremo oriente russo; il capoluogo è la città (gorod) di Dal'nerečensk, che costituisce tuttavia un distretto urbano autonomo.